# Малетићи
Малетићи (до 1991. Малетић) су насељено место у саставу општине Нетретић у Карловачкој жупанији, Република Хрватска.

## Историја
До територијалне реорганизације у Хрватској налазили су се у саставу старе општине Дуга Реса.

## Становништво
На попису становништва 2011. године, Малетићи су имали 144 становника.

## Попис1991.
На попису становништва 1991. године, насељено место Малетић је имало 302 становника, следећег националног састава:
| Попис 1991.‍ | Попис 1991.‍ | Попис 1991.‍ | Попис 1991.‍ | Попис 1991.‍ |
| ----------- | ----------- | ----------- | ----------- | ----------- |
|             |             |             |             |             |
| Хрвати      | Хрвати      |             | 293         | 97,01%      |
| Пољаци      | Пољаци      |             | 1           | 0,33%       |
| непознато   | непознато   |             | 8           | 2,64%       |
| укупно: 302 |             |             |             |             |